# M'Sila (tỉnh)
M'Sila (cũng viết Msila, M'sila hay MSila) (tiếng Ả Rập: ولاية المسيلة) là một tỉnh ở phía bắc Algérie. Tỉnh lỵ là thành phố M'Sila, có Đại học M'Sila. Tỉnh lỵ có dân số 100.000 người. Các đô thị khác trong tỉnh gồm Bou Saada và Maadid. Chott El Hodna, một hồ nước mặn, có một phần nằm ở tỉnh M'Sila. Tuy nhiên, phần lớn vùng này gần như khô cằn và kém phát triển.

## Các đơn vị hành chính
Tỉnh này gồm 15 huyện và 47 đô thị. Các huyện bao gồm:
- Hammam Dhalaâ
- Ouled Derradj
- Sidi Aïssa
- Aïn El Melh
- Ben S'Rour
- Bou Saâda
- Ouled Sidi Brahim
- Sidi Ameur
- Magra
- Chellal
- Khoubana
- Medjedel
- Aïn El Hadjel
- Djebel Messaâd
- Đô thị cấp huyện: M'Sila